# Мошкарин, Андрей Васильевич
Андрей Васильевич Мошкарин (4 февраля 1948, Иваново — 21 февраля 2012, Иваново) — советский и российский инженер и учёный-теплоэнергетик, деятель высшего профессионального образования. Доктор технических наук (1996), профессор (1997), заведующий кафедрой тепловых электростанций Ивановского государственного энергетического университета (1997—2012). Учёный секретарь Диссертационного совета по энергетике при ИГЭУ (1995—2012). Член Экспертного совета Высшей аттестационной комиссии по энергетике, электрификации и энергетическому машиностроению (2002—2012).

## Биография
Детство А. В. Мошкарина прошло в местечке Воробьево (Ильинская слобода) г. Иваново, рядом с Ильинской церковью. С раннего возраста проявлял разносторонность: окончил музыкальную школу, занимался волейболом, плаванием, увлекался математикой. Посещал юношескую математическую школу, организованную при Ивановском педагогическом институте академиком АН СССР А. Н. Мальцевым, где его особый интерес вызывали лекции по алгебре профессора Малышева..
1966
- Окончил школу № 54 г. Иваново с золотой медалью.

1971
- Окончил с отличием теплоэнергетический факультет Ивановского энергетического института (ИЭИ) по специальности «Тепловые электрические станции». Рекомендован для работы на кафедре тепловых электростанций ИЭИ в должности младшего научного сотрудника.

В то время инженеров-теплоэнергетиков по специальности ТЭС в ИЭИ готовили известные в энергетической отрасли СССР специалисты, имевшие огромный опыт практической работы: доценты Станислав Геннадьевич Ушаков (1939—2003), Р. А. Кауль, Владимир Иванович Коновалов, профессора Михаил Сергеевич Масленников (1897—1975), Михаил Ильич Щепетильников (1907—1999). Наставничество этих ученых и преподавателей во многом определило не только профессиональное мастерство А. В. Мошкарина, но и направления его будущей научной деятельности.
Производственную практику А. В. Мошкарин проходил на Молдавской ГРЭС и Костромской ГРЭС, которые в то время достраивались и оснащались самым современным оборудованием.
1973
- Поступил в аспирантуру Московского энергетического института.

На этот период пришелся расцвет научной школы МЭИ, где работали и преподавали известные профессора Лев Александрович Рихтер (1918—1994), Вениамин Яковлевич Рыжкин (1903—1981), Лев Самойлович Стерман, Дмитрий Павлович Елизаров, Андрей Владимирович Щегляев и др.
1976
- Досрочно защитил кандидатскую диссертацию на тему «Технико-экономическое обоснование областей применения термических методов водоподготовки на ТЭС различных типов» (научный руководитель — Л. С. Стерман) и получил ученую степень кандидата технических наук.

Суть исследований А. В. Мошкарина состояла в разработке методов анализа тепловой экономичности испарительных установок в составе конденсационных электростанций и теплоэлектроцентралей. А. В. Мошкариным разработаны эффективные схемы включения испарительных установок в тепловые схемы электростанций, заложены основы технико-экономической оптимизации термических методов водоподготовки с учётом особенностей ведения водного режима аппаратов.
В ходе подготовки кандидатской диссертации, как и в последующих исследованиях, А. В. Мошкарин активно развивал теоретические основы и находил новые практические применения метода анализа эффективности тепловых схем электростанций с использованием энергетических коэффициентов, предложенного Я. М. Рубинштейном и М. И. Щепетильниковым. Диссертация отвечала приоритетному на тот момент направлению создания малоотходных тепловых электростанций.
1977
- Вернулся на работу на кафедре тепловых электростанций ИЭИ, — сначала в должности ассистента, затем и. о. доцента (1979), доцента (1980) кафедры ТЭС и кафедры теоретических основ теплотехники (1983).

Научные интересы А. В. Мошкарина в этот период связаны с методами анализа тепловых схем электростанций на основе энергетических коэффициентов; разработкой компьютерных методов расчета, оптимизации и проектирования энергетического оборудования. Научные разработки находили практическое применение: в начале 80-х годов одно из изобретений А. В. Мошкарина получило реализацию в проекте крупнейшей в России испарительной установки производительностью 1800 т/ч на Тобольской ТЭЦ, построенной для энергоснабжения Тобольского нефтехимического комбината.
1982
- Проходит обучение французскому языку в МГПИИЯ им. Мориса Тореза.

1984
- Проходит языковую стажировку в Университете г. Монпелье, после которой по направлению Министерства высшего образования СССР делегируется в г. Аннаба (Алжир) и становится преподавателем Университета г. Аннаба.

1985
- Становится заведующим первой в Алжире кафедрой общей теплоэнергетики при институте механики Университета г. Аннаба.

Под руководством А. В. Мошкарина была создана новая для Алжира специальность «Теплоэнергетика», им были написаны и изданы на французском языке 12 учебных и методических пособий по ряду дисциплин: тепломассообмен, тепловые электрические станции, вспомогательное оборудование ТЭС и др. Под руководством А. В. Мошкарина подготовлены и защищены первые в Алжире магистерские диссертации по теплоэнергетике. Он привлекается и для работы в государственном жюри Алжира по защите диссертаций. В период работы в Алжире А. В. Мошкарин подготовил рукопись по истории Алжира, был бессменным экскурсоводом по древнеримским и финикийским городам, участвовал в Спартакиадах. За большой вклад в развитие высшей школы Алжира его имя было внесено в книгу Почёта Аннабинского округа, а сам он награждён Юбилейной медалью Аннабинского университета, отмечен грамотой посольства СССР в Алжире.
1987
- Возвращается в ИЭИ на должность доцента кафедры тепловых электростанций. Активно включается в научную и педагогическую работу, готовит материалы для докторской диссертации.

1989
- Проект малоотходной тепловой электростанции (авторы: А. В. Мошкарин и Михаил Алексеевич Девочкин (1945—2011), доцент ИЭИ) становится лауреатом конкурса ГКНТ СССР.

1995
- В ИГЭУ создается Диссертационный совет К064.10.01 по энергетике — при непосредственном участии А. В. Мошкарина (позднее этот совет был преобразован в докторский диссертационный совет Д212.064.01). А. В. Мошкарин избран ученым секретарем совета.

1996
- В МЭИ защищает докторскую диссертацию «Методы анализа тепловой экономичности и способы проектирования объектов ТЭС».

Обобщенные в работе исследования направлены на развитие теоретических основ анализа эффективности тепловых схем электростанций, разработку способов формализованного описания процедур поиска эффективных проектных решений, а также на разработку прикладных программных пакетов для систем автоматизированного проектирования ТЭС, их энергетических систем и установок.
1997
- Избран заведующим кафедрой тепловых электростанций ИГЭУ, получил звание профессора. Избран членом учебно-методического объединения по специальности «Тепловые электрические станции» при Министерстве образования и науки Российской Федерации.

1998
- Награждён нагрудным знаком «Почетный работник высшего профессионального образования России».

2001
- По инициативе и при непосредственном участии А. В. Мошкарина начат выпуск журнала «Вестник ИГЭУ» (с 2003 г. «Вестник ИГЭУ» внесен в перечень ведущих рецензируемых научных журналов, рекомендованных Высшей аттестационной комиссией.

2002
- Назначен заместителем председателя учебно-методического объединения по специальности «Тепловые электрические станции» при Министерстве образования и науки Российской Федерации. Вошел в состав Экспертного совета Высшей аттестационной комиссии по энергетике, электрификации и энергетическому машиностроению.

2003
- Награждён почетным званием «Заслуженный деятель науки Российской Федерации»[1].

## Научная и редакторская деятельность
Общий список печатных трудов А. В. Мошкарина включает около 600 наименований. Среди них:
- Мошкарин А. В., Бускунов Р. Ш. Испарительные установки тепловых электростанций (монография). М.:Энергоатомиздат, 1994.- 272 с.
- Методы анализа тепловой экономичности и способы проектирования объектов ТЭС. Диссертация на соискание ученой степени доктора техн. наук. Депонирована ВИНИТИ 06.06.96. — 446 стр.
- Технология проектирования тепловых электростанций и методы её компьютеризации (монография). Под ред. В. Н. Нуждина, А. В. Мошкарина, М.: Энергоатомиздат, 1997. — 240 стр.
- Мошкарин А. В. Анализ тепловых схем ТЭС / А. В. Мошкарин, Ю. В. Мельников. — Иваново: ИГЭУ, 2010. — 458 с.

Под редакцией А. В. Мошкарина выходили научно-практические издания: Труды ИГЭУ, Энергетический ежегодник, сборники «Состояние и перспективы развития энергетики Центра России» и «Анализ направлений развития теплоэнергетики». Был членом редколлегий научно-технических журналов «Вестник ИГЭУ», «Энергосбережение и водоподготовка», «Газотурбинные технологии».
А. В. Мошкарин руководил одной из ведущих научных школ ИГЭУ «Повышение эффективности и надежности тепловых электрических станций», основанной в 1961 г. его первым наставником — профессором М. И. Щепетильниковым. Результаты научных исследований, проводимых коллективом школы, оформлены в виде 7 докторских и более 30 кандидатских диссертаций, из которых 2 докторские и 9 кандидатских диссертаций подготовлены и успешно защищены под руководством А. В. Мошкарина. Ряд научных исследований входили в приоритетные государственные научные программы Министерства образования и науки Российской Федерации по направлению 206.01 (Топливо и энергетика).

## Педагогическая деятельность
За период 1997—2012 гг., в течение которых А. В. Мошкарин возглавлял кафедру ТЭС, из ИГЭУ было выпущено около 600 молодых инженеров тепловых электрических станций, обучавшихся в очной форме, и сопоставимое число обучавшихся в заочной форме. Учебному процессу и воспитанию студентов А. В. Мошкарин всегда уделял особое внимание. Под его руководством были выпущены десятки учебных и методических пособий по различным дисциплинам теплоэнергетики. В 2003 г. под его руководством был реализован проект численной обработки Таблиц теплофизических свойств воды и водяного пара для создания h, s- диаграммы воды и водяного пара форматом А1. Тираж диаграммы в первый же год превысил 10 000 экз., она была востребована техническими университетами Москвы, Санкт-Петербурга, Новочеркасска, Иркутска, Томска, Владивостока, Самары и др. Издание получило высокую оценку автора последней редакции Таблиц, члена-корреспондента РАН профессора Алексея Александровича Александрова. Диаграммы в дальнейшем выпускались в качестве приложения к новому изданию Таблиц теплофизических свойств воды и водяного пара..

## Опыт в инжиниринге по существующим электростанциям
А. В. Мошкарин активно участвовал и в практической работе. При его участии и под его руководством было выполнено несколько десятков предпроектных проработок и экспертных оценок по электростанциям по всей России. Среди них Костромская ГРЭС, Пермская ГРЭС, Сургутская ГРЭС-1, Киришская ГРЭС, Черепетская ГРЭС, Череповецкая ГРЭС, Конаковская ГРЭС, Рязанская ГРЭС, Сочинская ТЭС, Калининградская ТЭЦ-2, Владимирская ТЭЦ-2, Ивановские ТЭЦ-1, Апатитская ТЭЦ, ТЭЦ-2, ТЭЦ-3, несколько ТЭЦ ОАО «Мосэнерго», Ивановская ГРЭС и многие другие российские электростанции.

## Награды
Награждён знаками «Заслуженный деятель науки Российской Федерации», "Заслуженный работник РАО «ЕЭС России», «Почётный работник высшего профессионального образования России», за внедрение изобретения созданного после 20 августа 1973 года, вручен нагрудный знак «Изобретатель СССР».